# Административно деление на Венецуела
Венецуела е разделена на 23 щата, 1 столичен окръг и 1 федерално владение:
1. Амасонас
2. Ансоатеги
3. Апуре
4. Арагуа
5. Баринас
6. Боливар
7. Карабобо
8. Кохедес
9. Делта Амакуро
10. Фалкон
11. Гуарико
12. Лара
13. Мерида
14. Миранда
15. Монагас
16. Нуева Еспарта
17. Португеса
18. Сукре
19. Тачира
20. Трухильо
21. Яракуй
22. Варгас
23. Сулия
24. Федерално владение